# Castillo de Griffen
El castillo de Griffen es un castillo en ruinas situado en Carintia, Austria. Fue construido entre 1124 y 1146 por el obispo Otón de Bamberg.

## Historia
El castillo fue construido entre 1124 y 1146 por orden del obispo Otón de Bamberg. En un documento de 1160, el emperador Federico I mencionó a Grivena como propiedad de Bamberg.
Alrededor de 1520 se llevó a cabo una gran reconstrucción del castillo como protección contra la amenaza que representaban las fuerzas otomanas con una base de unos 4000 m², aunque los turcos nunca sitiaron Griffen.
Dentro de la montaña se encuentra la Griffener Tropfsteinhöhle, una cueva de estalactitas con una longitud de 485 m (1591 pies), que no se descubrió hasta finales de la Segunda Guerra Mundial. Está abierta al público y es un monumento natural desde 1957.